# Religionen in Frankfurt am Main
Ende 2024 waren 15,8 % der 776.843 Einwohner katholisch, 12,4 % evangelisch; 71,8 % gehörten anderen Konfessionen oder Glaubensgemeinschaften an oder waren konfessionslos. 
Bis 2001 gehörte die Mehrzahl der Frankfurter einer der christlichen Konfessionen an.
Frankfurt ist seit Jahrhunderten Sitz einer der größten jüdischen Gemeinden in Deutschland. Die übrigen Weltreligionen siedelten sich seit dem Zweiten Weltkrieg an. Durch Säkularisierung und Zuwanderung nichtchristlicher Bevölkerungsgruppen sinkt der christliche Bevölkerungsanteil stetig.
Die Stadt galt seit der Reformation als protestantisch, wenngleich das katholische Gemeindeleben niemals erlosch. Durch Zuwanderung und Eingemeindungen nahm der Anteil der Katholiken seit dem 18. Jahrhundert allmählich zu und ist seit 1995 größer als der der Protestanten. Der Anteil der Muslime nahm auch zu und ist derzeit größer als der der Katholiken (Stand 2020 Muslime 18 %, Stand 2024 Katholiken 16 % und Protestanten 12 %).
Nach einer Berechnung aus den Zahlen des Zensus für die Personen mit Migrationshintergrund betrug der Bevölkerungsanteil der Muslime am 9. Mai 2011 13,0 %.

## Christen

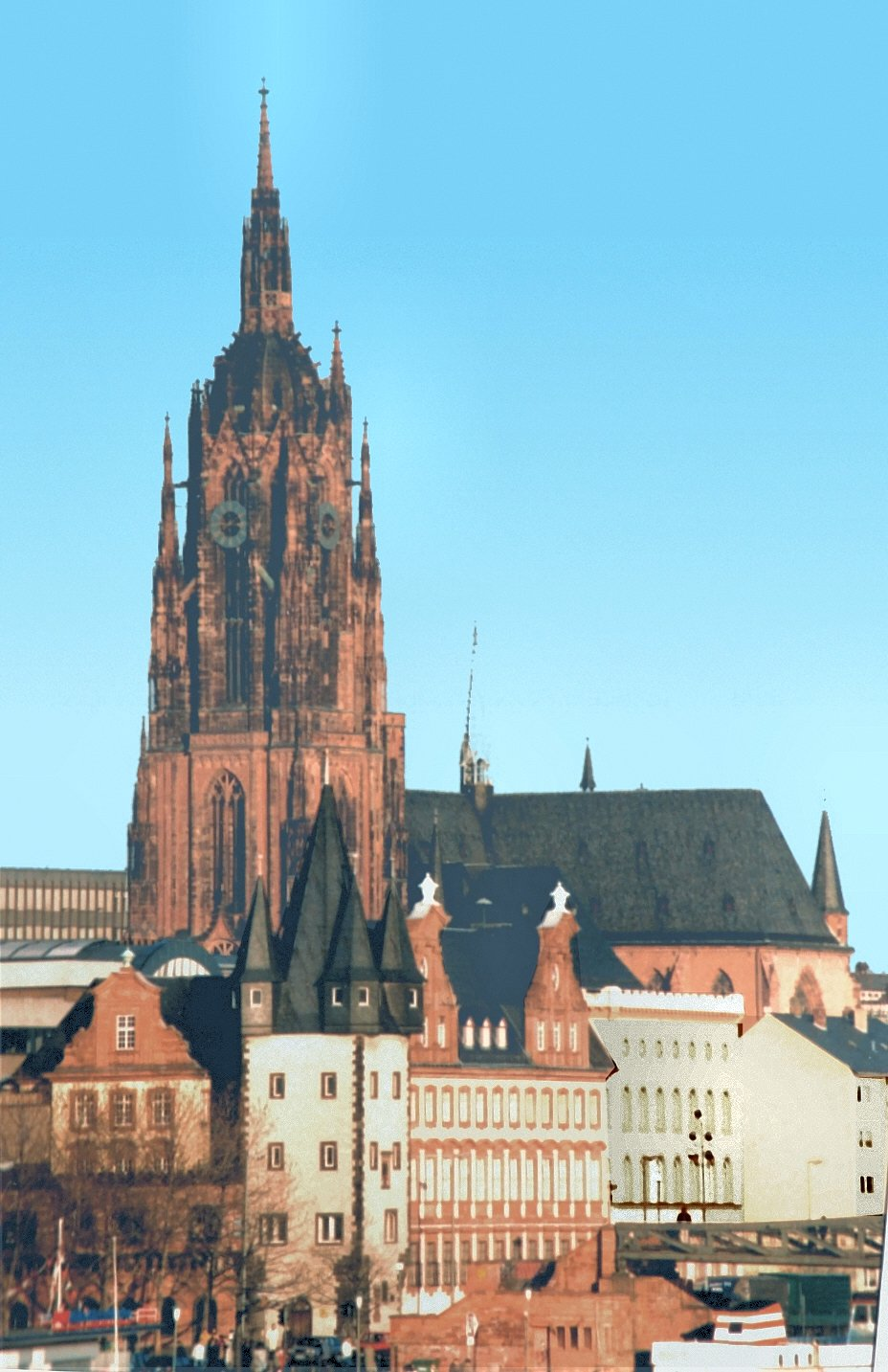
Der katholische Kaiserdom St. Bartholomäus ist die größte Kirche in Frankfurt.

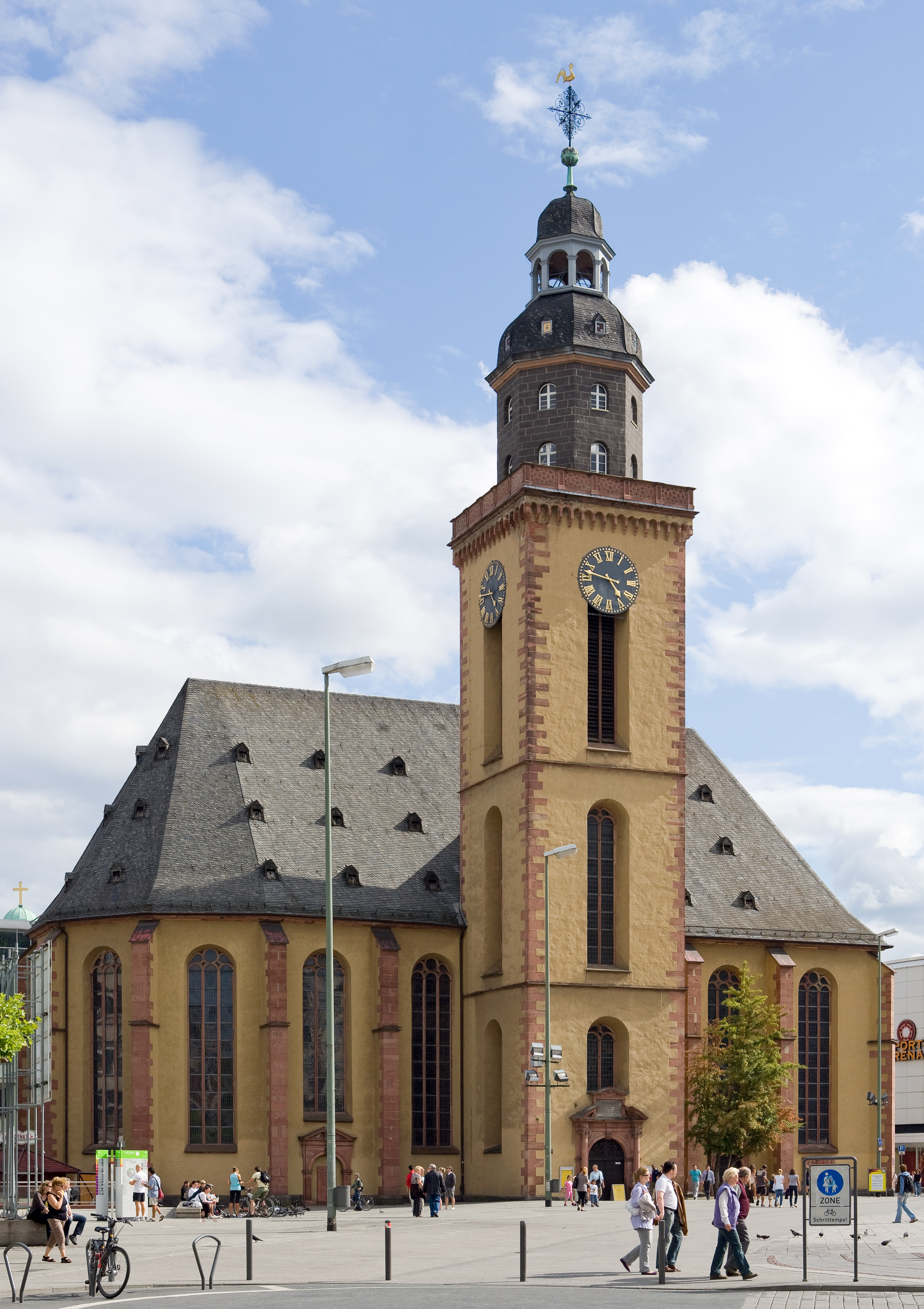
Die Katharinenkirche ist die evangelische Hauptkirche der Stadt.

Frankfurt am Main gehörte vor der Reformation zum Erzbistum Mainz. Einzige Pfarrkirche der Stadt war lange Zeit die Bartholomäuskirche, erst 1452 wurden die Peterskirche und die Dreikönigskirche zu Filialkirchen erhoben. Daneben gab es die beiden Kollegiatstifte St. Leonhard und Liebfrauen, die Kommenden des Deutschen Ordens und der Johanniter, Ordensniederlassungen der Antoniter, Barfüßer (Franziskaner), Dominikaner und Karmeliter sowie die Nonnenklöster der Weißfrauen und der Heiligen Katharina.
1522 hielt Hartmann Ibach die erste evangelische Predigt in Frankfurt. 1525 berief die Stadt mit Dionysius Melander und Johann Bernhard die ersten reformierten Prediger. Am 23. April 1533 verbot der Rat der Stadt den katholischen Gottesdienst in Frankfurt, doch wurden 1548 infolge des Augsburger Interim die Stifts- und Klosterkirchen bis auf die Barfüßer-, Dreikönigs-, Katharinen-, Peters- und Weißfrauenkirche den Katholiken wieder zurückgegeben. Dazu gehörte vor allem die große Bartholomäuskirche, welche seit dem 18. Jahrhundert als „Kaiserdom“ bezeichnet wird, da hier bis zum Ende des Heiligen Römischen Reiches 1806 die meisten Königswahlen und Kaiserkrönungen stattfanden.
Obwohl die meisten Kirchen katholisch geblieben waren, war Frankfurt nach der Reformation bis ins 19. Jahrhundert eine fast ausschließlich protestantische Stadt. Vorherrschend war das lutherische Bekenntnis. Doch gab es durch Zuwanderung auch reformierte Gemeindeglieder.
Die Reformierten teilten sich je nach verwendeter Sprache in ihren Gottesdiensten in die französisch-reformierte Gemeinde (seit 1554) und die deutsch-reformierte Gemeinde (mit niederländischen Predigtsprache seit 1555 und deutsch seit 1636). Nach einer kurzen Zeit der Duldung untersagte der Rat den Reformierten 1561 ihre Gottesdienste innerhalb Frankfurts zu feiern. Erst 1786 wurde das Verbot aufgehoben und den Reformierten der Bau eigener Kirchen zugestanden; ab 1806 waren alle drei Bekenntnisse rechtlich gleichgestellt.
Ein Dotationsvertrag von 1830 regelt die Benutzung der acht Innenstadtkirchen, die sich bis heute im Besitz der Stadt Frankfurt befinden, durch die christlichen Gemeinden.
Durch die frühere Kleinstaaterei im Rhein-Main-Gebiet hängt die Bestimmung der jeweils „traditionellen“ Konfession vom einzelnen Stadtteil ab. Während die Freie Reichsstadt und die aus ihr hervorgegangenen Stadtteile wie erwähnt lutherisch dominiert waren, gehörten die heutigen westlichen Stadtteile um Höchst zu Kurmainz, also einem katholischen geistlichen Territorium. Die nahen nördlichen Stadtteile, unter ihnen Bockenheim, gehörten den reformierten Landesherren von Hessen-Kassel. Die Frankfurter Reformierten feierten deshalb von 1561 bis 1786 ihre Gottesdienste in Bockenheim. Das weitere nördliche, das südöstliche (Offenbach) und südliche Umland gehörte zu Hessen-Darmstadt, das wie der Frankfurter Stadtstaat lutherisch war.
Am Flughafen Frankfurt befindet sich ein gemeinsamer Gebets- und Andachtsraum der römisch-katholischen Kirche und der evangelischen Kirche. Seit 1995 gibt es in der traditionell überwiegend lutherischen Stadt mehr Katholiken als Protestanten.

### Konfessionsstatistik
Am 31. Dezember 2023 waren 16,4 % der Einwohner der Stadt römisch-katholisch, 13,0 % evangelisch und 70,6 % waren konfessionslos oder gehörten einer sonstigen Religionsgemeinschaft an. Laut Statistischem Jahrbuch lag die Zahl der evangelischen Einwohner 2018 bei 121.412 (16,2 %), die der Katholiken bei 151.616 (20,3 %). Angehörige anderer Konfessionen, Religionen wie auch Menschen ohne Religionszugehörigkeit machten 63,5 % aus. Der Zensus 2011 zählte 166.260 Katholiken und 157.980 Protestanten (154.370 Personen in der Evangelischen Kirche und 3.610 Personen in Evangelischen Freikirchen) in Frankfurt.

### Evangelische Landeskirche
Da Frankfurt eine „Freie Stadt“ war, regelte sie auch ihre kirchlichen Angelegenheiten selbst. So bestand anfangs ein lutherisches, später auch ein reformiertes Konsistorium (Verwaltung der Kirche). Beide Verwaltungsbehörden waren für die Gemeinden ihres Bekenntnisses in Frankfurt am Main zuständig (zwei Konsistorialbezirke). 1899 wurden beide Konsistorialbezirke unter der ab 1866 preußischen Verwaltung Frankfurts zum „Evangelischen Konsistorialbezirk Frankfurt am Main“ vereinigt (Evangelische Landeskirche Frankfurt am Main), welcher 1934 mit der Evangelischen Kirche in Nassau und der Evangelischen Kirche in Hessen-Darmstadt vereinigt wurde. Frankfurt wurde innerhalb der neuen Landeskirche Sitz einer Propstei, die später zur „Propstei Rhein-Main“ umbenannt wurde. Seit 1. Oktober 2017 hat der Propst für Rhein-Main seinen Dienstsitz nicht mehr in Frankfurt, sondern in Wiesbaden.
Aus den ursprünglich sieben evangelischen Dekanaten Frankfurts wurden 2002 durch Zusammenlegungen vier. Seit 2014 bilden alle evangelischen Gemeinden Frankfurts – sofern sie nicht zu einer Freikirche gehören – ein gemeinsames Evangelisches Stadtdekanat Frankfurt innerhalb der Evangelischen Kirche in Hessen und Nassau. Zum 1. Januar 2019 wurden die zehn Offenbacher Kirchengemeinden in das Dekanat aufgenommen, das sich in Evangelisches Stadtdekanat Frankfurt und Offenbach umbenannte. Nur das 1977 eingemeindete Bergen-Enkheim gehört weiterhin zur Evangelischen Kirche von Kurhessen-Waldeck.

### Evangelische Freikirchen

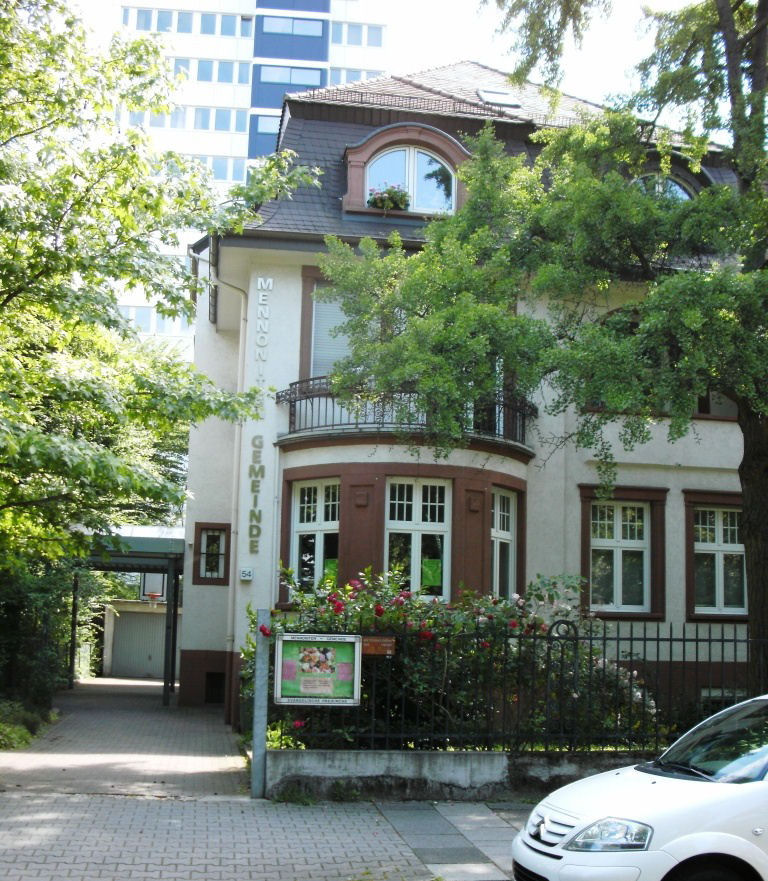
Gemeindehaus der Mennonitengemeinde in Frankfurt, Nordend, Eysseneckstraße

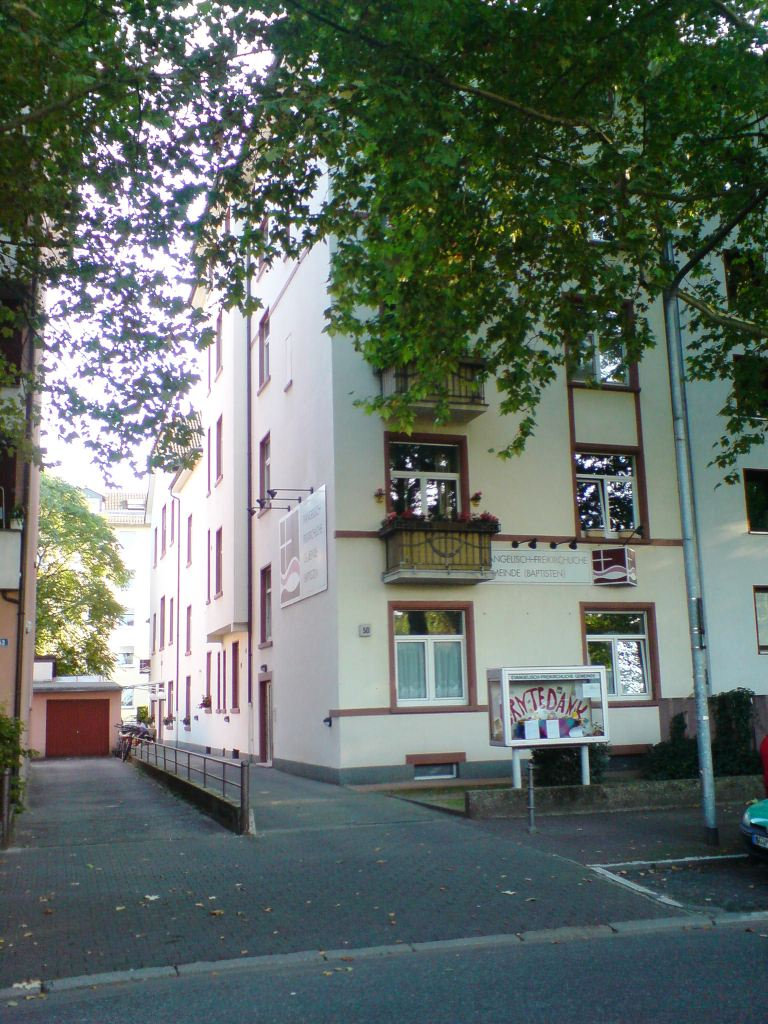
Gemeindehaus der Baptistengemeinde Am Tiergarten, der ältesten der baptistischen Gemeinden in Frankfurt

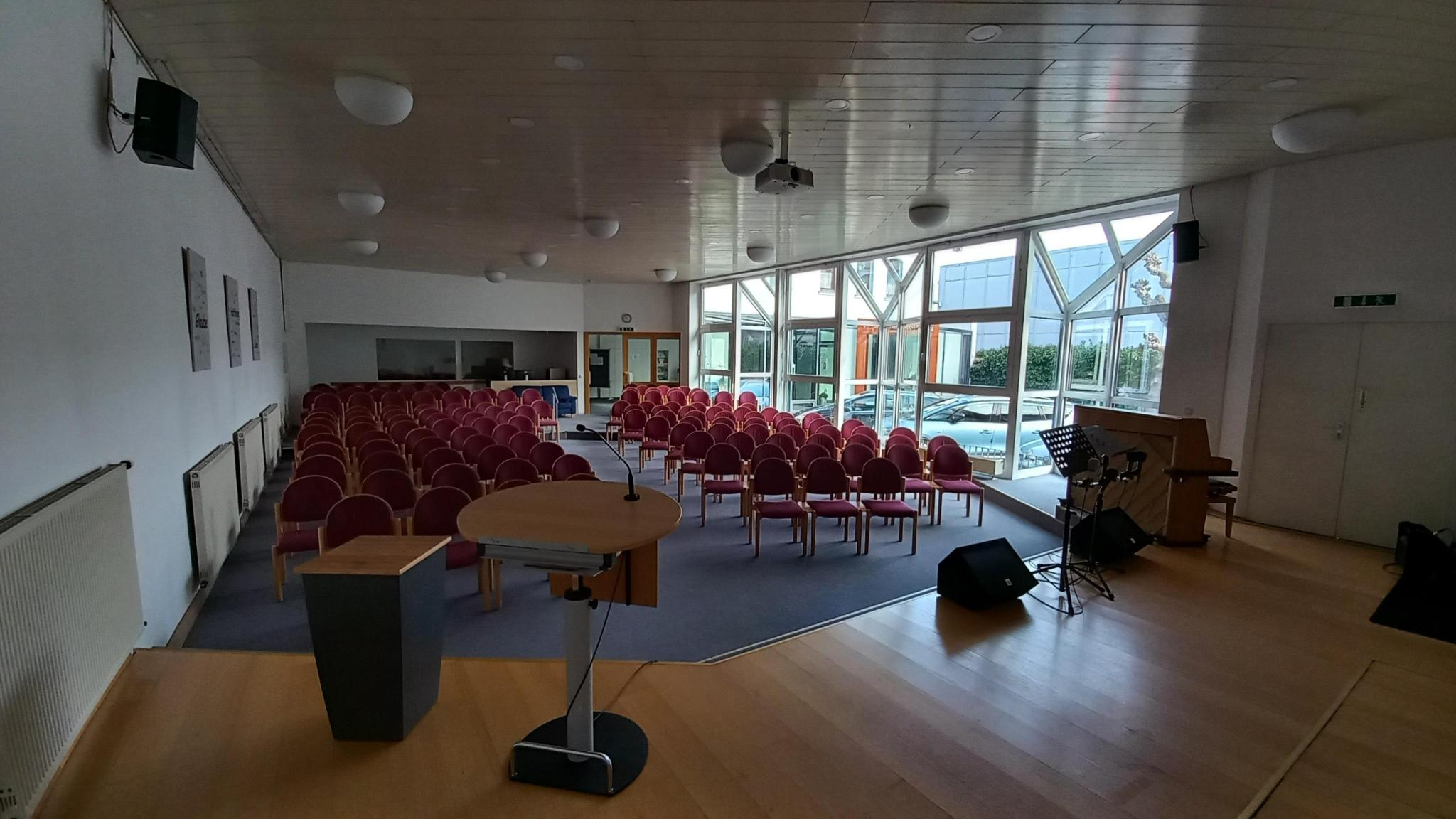
Innenraum der Evangelisch-Freikirchlichen Gemeinde in Frankfurt-Höchst

In Frankfurt am Main sind mehrere Gemeinden evangelischer Freikirchen vertreten, darunter auch ausländische und evangelikal geprägte. Zu ihnen zählen verschiedene adventistische und Evangelisch-Freikirchliche Gemeinden (Baptisten), eine Gemeinde der Mennoniten, eine der Methodisten, sowie unabhängige Kirchen, wie die Ichthys-Gemeinde in Nied, die Freie Christengemeinde Frankfurt (FCG), die frei-charismatische evangelikale Kirche Kingdom Life Frankfurt und das Christliche Zentrum Frankfurt (CZF) im Riederwald. Seit kurzem gibt es von katholischer und freikirchlicher Seite spezielle Jugendkirchen.
Die sieben Evangelisch-Freikirchlichen Gemeinden (Baptisten- und Brüdergemeinden) zählten 2016 in Frankfurt 510 Mitglieder. 1954 gab es eine Gemeinde (mit neun „Zweiggemeinden“), der 652 Mitglieder angehörten.
1992 waren es dann 592 Mitglieder in drei Gemeinden.
Bereits Mitte des 16. Jahrhunderts gab es in Frankfurt Aktivitäten der reformatorischen Täuferbewegung, die jedoch keine Spuren hinterließ. Erst für das Jahr 1897 ist ein erster Gottesdienst für Frankfurter Mennoniten bekannt, diese wurden von Reisepredigern im Rhein-Main-Gebiet betreut. Die jetzige mennonitische Gemeinde bildete sich formell 1948. 2017 gehörten ihr 49 Mitglieder an. Die Gemeinde ist Teil der Arbeitsgemeinschaft Mennonitischer Gemeinden in Deutschland.

### Anglikaner
Durch Frankfurts Handelsbeziehungen mit England gibt es bereits seit Jahrhunderten anglikanische Christen in der Stadt. Die heute existierende Gemeinde entstand nach dem Ende des Zweiten Weltkriegs durch die Anwesenheit zahlreicher anglikanischer US-Soldaten. 1949 wurde an der Ecke Hansaallee/Miquelallee in unmittelbarer Nähe der amerikanischen Besatzungseinrichtungen eine provisorische Kirche dem Hl. Christopherus geweiht. Durch das Wachstum der Gemeinde war bald ein Neubau nötig. 1957 konnte die gemeinsam mit der Altkatholischen Gemeinde Frankfurt errichtete und genutzte Christkönigkirche (Church of Christ the King) an der Ecke Sebastian-Rinz-Straße/Miquelallee geweiht werden. Die Altkatholische Gemeinde bezog 1985 ein eigenes Gemeindezentrum, seitdem nutzen die Anglikaner die Kirche allein. Die Gottesdienste finden in englischer Sprache statt.

### Römisch-katholische Kirche

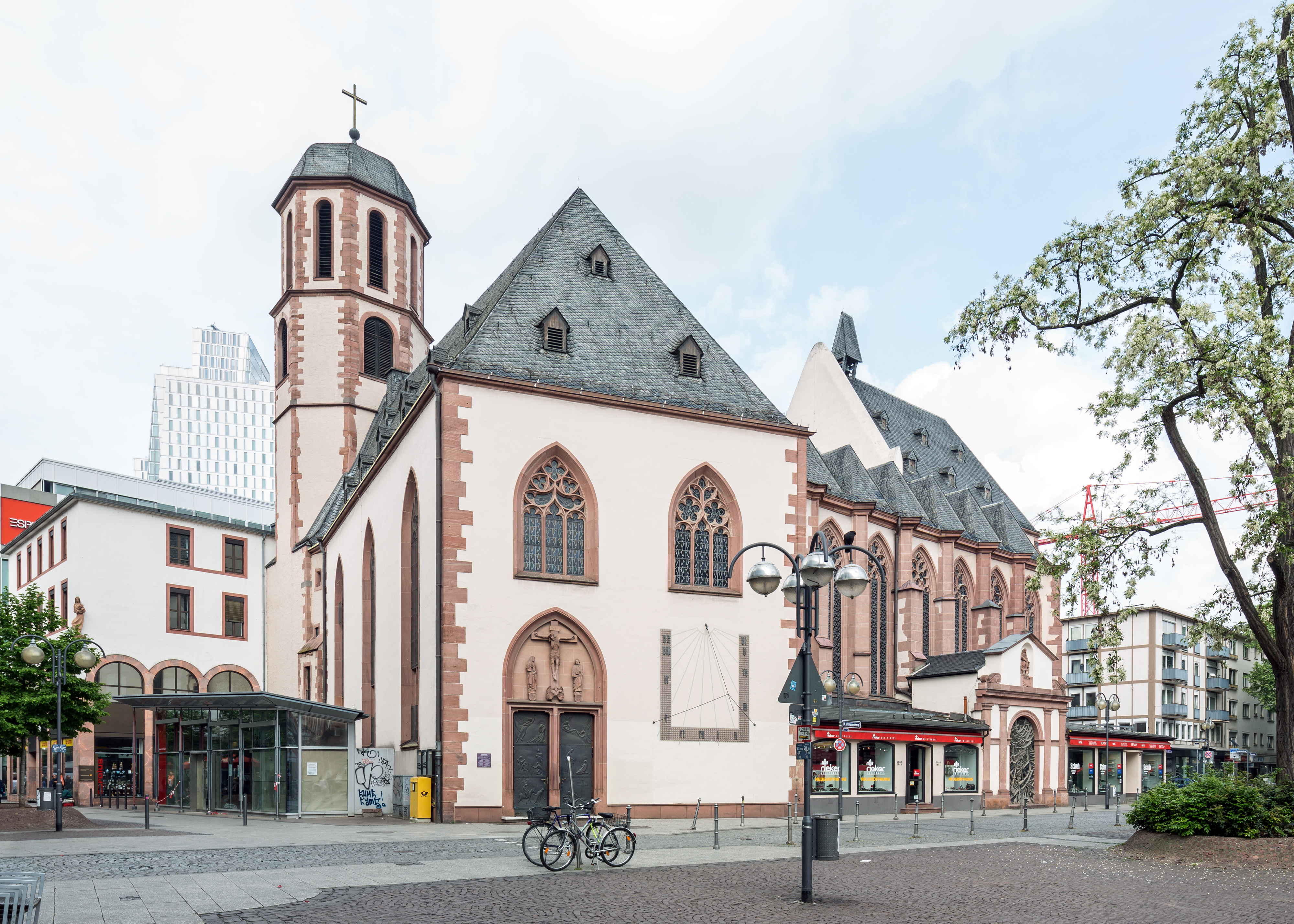
Die katholische Liebfrauenkirche

Die römisch-katholischen Gemeindeglieder blieben nach der Reformation eine sehr kleine Minderheit. Sie gehörten zunächst weiterhin zum Erzbistum Mainz, nach dessen Säkularisation 1805 vorübergehend zum Bistum Regensburg und ab 1827 zum neu gegründeten Bistum Limburg, das seinerzeit für das Herzogtum Nassau und die Freie Stadt Frankfurt errichtet wurde.
Im 19. Jahrhundert zogen dann auch wieder vermehrt Katholiken in die Stadt. Sie hielten sich zunächst alle zur Bartholomäuskirche. Erst nach 1884 wurden die Pfarrbezirke aufgeteilt, wenngleich der Dom zunächst noch die einzige katholische Pfarrkirche der Stadt blieb.
Durch Dekret des Limburger Bischofs vom Jahre 1922 wurde der Pfarrbezirk des Domes offiziell in sechs Pfarrbezirke getrennt. 1929 wechselte eine Reihe von Pfarrgemeinden in den Stadtteilen, die bis 1866 zu Kurhessen gehört hatten und zwischen 1895 und 1928 in die Stadt Frankfurt am Main eingemeindet worden waren, vom Bistum Fulda an das Bistum Limburg, nämlich Bockenheim, Berkersheim, Eckenheim, Eschersheim, Ginnheim, Praunheim, Preungesheim, Seckbach und Fechenheim. Später wurden weitere Pfarrgemeinden gegründet. Heute bilden alle Pfarrgemeinden des Bistums Limburg im Stadtgebiet den Bezirk Frankfurt; allerdings umfasst das Stadtgebiet seit der Gebietsreform der Jahre 1972 und 1977 auch wieder Pfarrgemeinden, die nicht dem Bistum Limburg angehören. Die Gemeinden in den Harheim, Nieder-Eschbach und Nieder-Erlenbach gehören zum Bistum Mainz, Bergen-Enkheim zum Bistum Fulda.
Seit 2007 existiert in Bornheim in der ehemaligen Pfarrkirche Heilig-Kreuz-Kirche die Profilkirche Heilig-Kreuz – Zentrum für christliche Meditation und Spiritualität des Bistums Limburg, die als Meditationskirche am 11. November 2012 mit dem Weihbischof des Bistums Limburg Dr. Thomas Löhr und dem Theologen und Journalisten Klaus Hofmeister sein fünfjähriges Bestehen feierte.
Die 1928 nach Frankfurt eingemeindete Stadt Höchst ist als Mainzer Tochterstadt traditionell katholisch und blieb dies aufgrund ihrer Zugehörigkeit zu Kurmainz auch nach der Reformation. Die karolingische Justinuskirche (erb. um 830) ist das älteste in seiner Bausubstanz erhaltene Gotteshaus in Frankfurt und blieb bis 1908 einzige Höchster Pfarrkirche.
Als größte Einzelkirche der Welt ist die römisch-katholische Kirche selbst eine internationale und multikulturelle Institution, was sich auch im Frankfurter Gemeindeleben zeigt. Dieses verdankte bereits in der Frühen Neuzeit sein bloßes Überleben der Zuwanderung ausländischer (norditalienischer) Katholiken. Ab der Mitte des 20. Jahrhunderts kamen zahlreiche katholische Gastarbeiter nach Frankfurt, vor allem Kroaten, Italiener, Portugiesen und Spanier, nach Öffnung des „Eisernen Vorhangs“ auch viele Polen. Darüber hinaus haben in Frankfurt auch Tausende nichteuropäische Katholiken eine neue Heimat gefunden. Heute gibt es in Frankfurt eritreische (Kidane-Mehret-Gemeinde, St. Hedwig, Griesheim), indonesische (Masyarakat Katolik Indonesia Frankfurt, St. Antonius, Rödelheim), zwei italienische (Comunità Cattolica Italiana di Francoforte sul Meno, St. Antonius, Westend und in Höchst), französische (Griesheim), slowenische (Herz-Jesu, Oberrad), ungarische (Magyar Katolikus Egyházközség, Bockenheim), kroatische (Hrvatska katolicka zajednica, Westend), philippinische (St. Ignatius, Westend), polnische (Polska Parafia Frankfurt nad Menem, Herz Marien, Sachsenhausen), portugiesische (Comunidade Católica Portuguesa), slowakische (Gemeinde St. Gorazd, St. Pius, Bockenheim), spanische (Misión Católica de Lengua Española, Ostend), zwei englische (St. Leonhard’s International English-Speaking Catholic Parish, Leonhardskirche Altstadt (vorübergehend in der Heilig-Kreuz-Kirche in Bornheim) und St. Mary’s Parish of English-Speaking Catholics, Liederbach), tamilische, ukrainische (griechisch-katholische) und vietnamesische katholische Gemeinden.

### Orthodoxe Kirchen

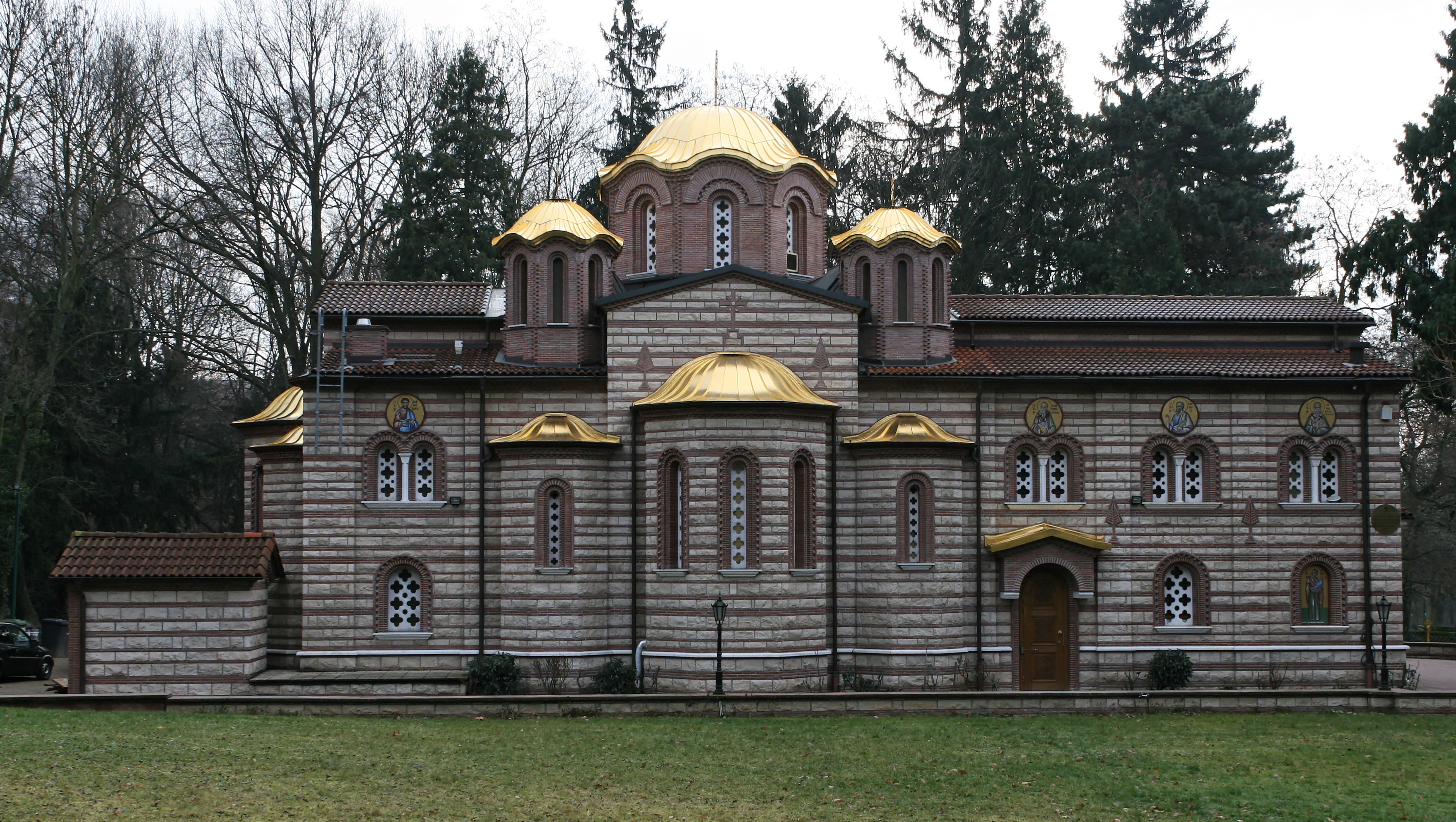
Griechisch-orthodoxe Georgioskirche im Westend

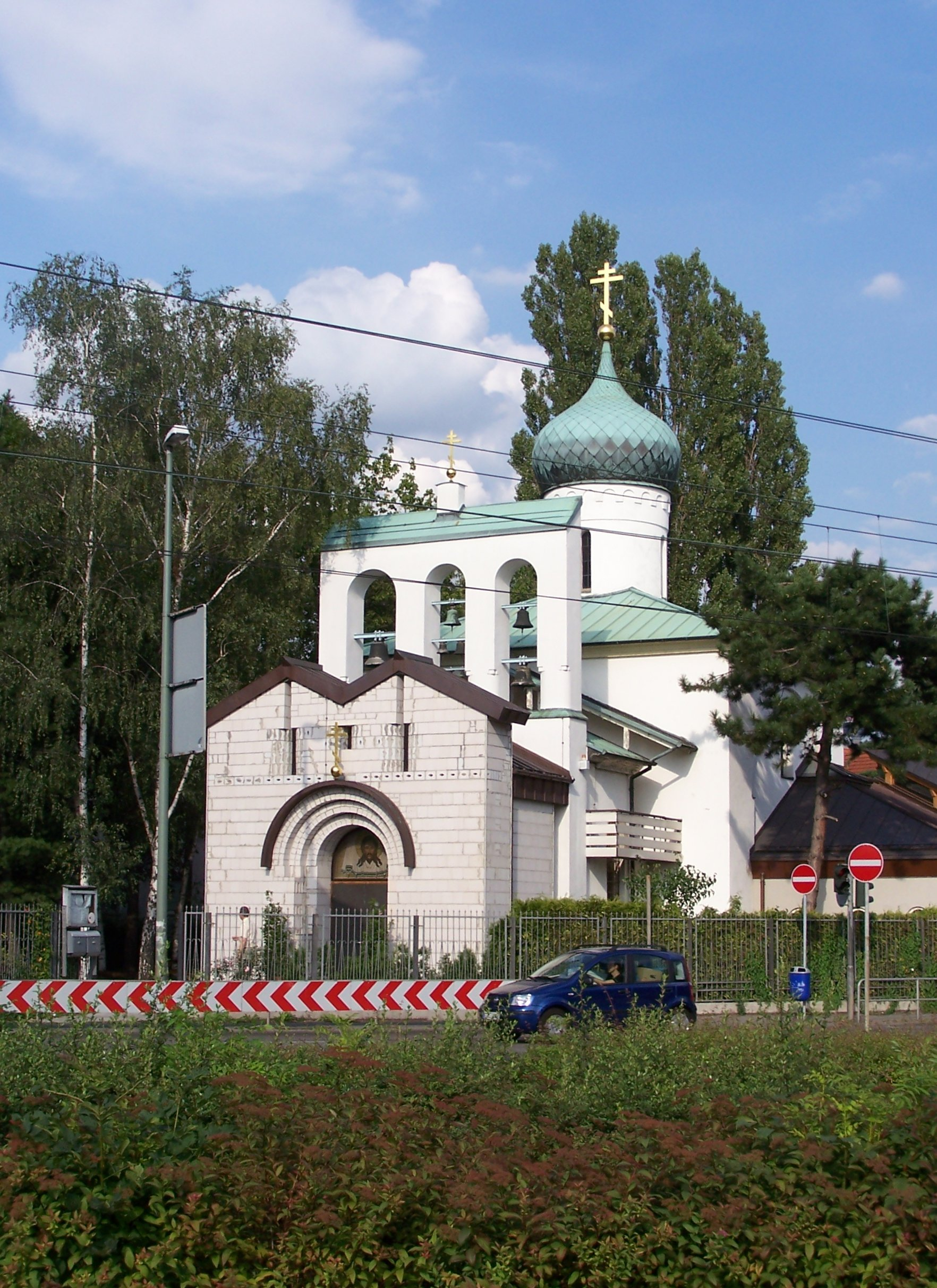
Russisch-orthodoxe Nikolauskirche in Hausen

Das orthodoxe Christentum war durch Messegäste und Gesandtschaften schon früh auch in Frankfurt präsent, anders als in den benachbarten, durch Fürstenehen mit Russland verbundenen Residenzstädten Bad Homburg, Wiesbaden und Darmstadt jedoch nicht mit einem eigenen Gotteshaus. Seit 1990 gibt es das Ikonen-Museum, welches sakrale Kunst der Orthodoxie zeigt.

#### Griechisch-Orthodoxe Kirche
Nach 1945 ließen sich Leipziger Griechen in Frankfurt nieder, die vornehmlich im Pelzhandel tätig waren. 1947 wurde die Gemeinde Apostel Andreas und Heiliger Georg gegründet. Anfang der 1950er Jahre bekam diese die kriegszerstörte Orangerie im Grüneburgpark überlassen, die sie zur Georgioskirche umbaute. In den 1990er Jahren wurde die Notkirche durch einen Neubau ersetzt. Eine weitere griechische Gemeindekirche (Prophet Elias) befindet sich am Westbahnhof in Bockenheim. Beide unterstehen der Griechisch-Orthodoxen Metropolie von Deutschland des Ökumenischen Patriarchats von Konstantinopel. Am Flughafen Frankfurt am Main befindet sich zudem ein Griechisch-Orthodoxer Gebets- .und Andachtsraum.

#### Russisch-Orthodoxe Kirche
Die Russisch-orthodoxe Kirche ist seit der Oktoberrevolution, trotz einer 2007 vollzogenen geistlichen und kanonischen Wiedervereinigung, weiterhin organisatorisch gespalten. Neben dem traditionellen Patriarchat von Moskau und Ganz Russland bildete sich die in New York ansässige Russisch-orthodoxe Kirche im Ausland (ROKA), die auch im Rhein-Main-Gebiet einige Kirchen betreut. Zu ihnen gehört die bekannteste russische Kirche der Stadt, die im russischen Stil erbaute St. Nikolauskirche in Hausen. Auch die alten russischen Kirchen in Wiesbaden, Bad Homburg, Bad Nauheim und Darmstadt gehören zur ROKA. Das Moskauer Patriarchat gründete erst 2003 eine Gemeinde in Frankfurt (Gemeinde der Märtyrer Hl. Kiprian und Hl. Iustina), die zurzeit in der evangelischen Matthäuskirche zu Gast ist. Die russischen Kirchen der Region des Patriarchats unterstehen dem Erzbistum für Berlin und Ganz Deutschland, die der ROKA der Russisch-Orthodoxen Diözese des orthodoxen Bischofs von Berlin und Deutschland.

#### Rumänisch-Orthodoxe Kirche
Die rumänisch-orthodoxe Nikolaigemeinde in Offenbach-Tempelsee wurde 1975 als vierte rumänische Gemeinde in Deutschland gegründet. Sie untersteht der Metropolie für Deutschland, Zentral- und Nordeuropa des rumänisch-orthodoxen Patriarchats in Bukarest. 1979 gründete sich eine Exilgemeinde „Mutter Gottes“ in Frankfurt, die sich aus Opposition zum damaligen kommunistischen Regime nicht dem Bukarester Patriarchat, sondern dem (griechischen) Patriarchat von Konstantinopel unterstellte und bis heute von diesem verwaltet wird. Diese Gemeinde nutzt die evangelische Matthäuskirche an der Friedrich-Ebert-Anlage.

#### Serbisch-Orthodoxe Kirche
Die serbisch-orthodoxen Christen nutzen die Apostel-Lukas-Kirche am Beethovenplatz im Westend. Die Frankfurter Gemeinde, zu der auch die Pfarrbezirke Offenbach/Darmstadt und Wiesbaden/Mainz gehören, betreut ungefähr 20.000 Mitglieder und untersteht der Eparchie von Düsseldorf und ganz Deutschland.

#### Bulgarisch-Orthodoxe Kirche
Auch die bulgarisch-orthodoxen Christen haben eine eigene Gemeinde in Frankfurt, die Gast in der römisch-katholischen Maria-Himmelfahrt-Gemeinde in Griesheim ist und deren Kirche für ihre Gottesdienste nutzt.

#### Rum-Orthodoxe Kirche
Die arabischsprachige, vor allem in Syrien, Libanon und der südlichen Türkei verbreitete Rum-orthodoxe Kirche von Antiochien, eine der ältesten Kirchen der Welt, hat im Rhein-Main-Gebiet zwei Gemeinden in Wiesbaden und Butzbach, die auch die in Frankfurt ansässigen arabischen orthodoxen Christen betreuen. Die deutschen Gemeinden unterstehen der Metropolie für Westeuropa mit Sitz in Paris, die Leitung der rum-orthodoxen Kirche (Patriarchat von Antiochien) hat ihren Sitz in Damaskus.

#### Ukrainisch-orthodoxe Kirche
2016 wurde die Kirchengemeinde der Orthodoxen Kirche der Ukraine „Zu Ehren der heiligen Apostelfürsten Petrus und Paulus“ gegründet. Sie feiert ihre Gottesdienste in der katholischen Kirche St. Dionysius in Sindlingen.

### Altorientalische Kirchen

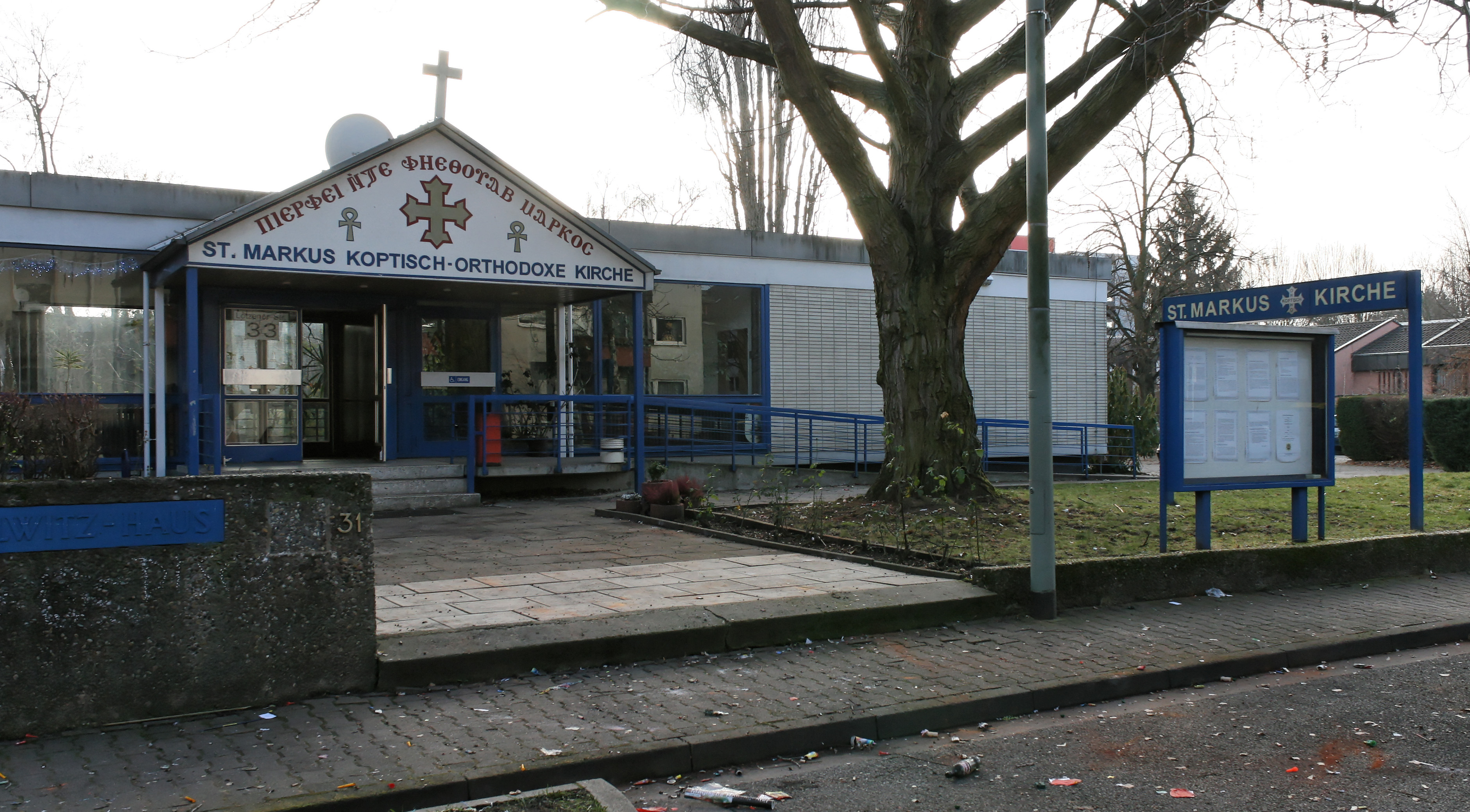
Koptisches Gemeindezentrum (Markuskirche) in Frankfurt-Hausen

Auch viele Altorientalische Kirchen führen die Bezeichnung „orthodox“ („rechtgläubig“), sie haben jedoch mit den byzantinisch-orthodoxen („griechischen“) Kirchen wenig gemeinsam und bilden eine völlig eigenständige Konfessionsfamilie. Da ihr traditionelles Verbreitungsgebiet im islamisch geprägten Nahen Osten liegt, kam es in Frankfurt erst spät zu Kontakten mit Vertretern dieser Kirchen. Die meisten altorientalischen Christen kamen als Einwanderer in die Region, in vielen Fällen motiviert durch gewaltsame Christenverfolgungen durch die muslimische Mehrheitsbevölkerung ihrer Heimatländer, vom Armeniergenozid 1915–17 im Osmanischen Reich bis hin zur aktuell andauernden Verfolgung von Christen im Irak.
Die koptischen (ägyptischen) Christen haben seit 1975 eine eigene Gemeinde in Frankfurt-Hausen (St. Markus), die für das gesamte Rhein-Main-Gebiet zuständig ist und etwa 1000 Mitglieder zählt. Sie war bis 1997 in einer evangelischen Kirche zu Gast und hat seitdem ihr eigenes Gemeindezentrum (Lötzener Straße 33, Stadtteil Hausen). Seit 1980 gibt es in Waldsolms-Kröffelbach im Taunus ein bedeutendes koptisches Kloster. Die im koptischen Stil erbaute Klosterkirche wurde 1990 vom Papst und Patriarchen von Alexandrien, Schenuda III. geweiht. Die Gottesdienste in Bockenheim und Kröffelbach sind dreisprachig (deutsch, arabisch, koptisch). Der für Deutschland zuständige koptische Bischof hat seinen Sitz im Mauritiuskloster in Höxter, der koptische Papst und Patriarch von Alexandria residiert in Kairo.
Die Äthiopisch-Orthodoxe Tewahedo-Kirche ist die zahlenmäßig stärkste altorientalische Kirche, erkennt jedoch den Patriarchen (Papst) von Alexandria als ihr Oberhaupt an. Die für Deutschland zuständige Kirchenleitung sitzt in Köln, das äthiopische Patriarchat in Addis Abeba. Die Frankfurter Gemeinde Haile Mariam wurde 1995 gegründet. Sie hat rund 4000 Mitglieder im ganzen Rhein-Main-Gebiet, aber aufgrund finanzieller Probleme trotz ihrer Größe keine eigenen Kirchenräume. Sie ist deshalb zu Gast in der katholischen Frauenfriedenskirche in Bockenheim. 1999 entstand außerdem eine schismatische Gegengemeinde (Medehane Alem Diasporakirchengemeinde), die den derzeitigen Patriarchen Abune Paulos nicht anerkennt und seit 2003 in der katholischen Bonifatiuskirche in Sachsenhausen zu Gast ist.
Die Eritreische Kirche spaltete sich nach der Unabhängigkeit 1993 von der äthiopischen ab und untersteht nominell ebenfalls dem Patriarchat von Alexandria. In Frankfurt gründete sich bereits 1992 eine Orthodoxe Gemeinde Eritreischer Flüchtlinge, die rund 4000 eritreische Christen betreut, die teilweise aus Nordhessen und dem Rhein-Neckar-Raum zu den Gottesdiensten in der evangelischen Katharinenkirche anreisen.
Die Syrisch-Orthodoxe Kirche versteht sich als Inhaberin des altkirchlichen Patriarchats von Antiochien und Nachfolgerin der in der Apostelgeschichte genannten ersten christlichen Gemeinde überhaupt. Sie ist heute innerhalb Deutschlands mit 55 Gemeinden und 50.000 Mitgliedern die größte altorientalische Kirche. In Hessen bildet der Raum Gießen mit fünf Gemeinden das wichtigste Zentrum des syrischen Christentums, im Frankfurter Raum bestehen Gemeinden in Bad Vilbel (Gottesmutter-Maria-Kirche, seit 1980) und Rodgau-Dudenhofen (seit 1997). Letztere feiert monatlich einen Sonntagsgottesdienst in Fechenheim. Zwei weitere Gemeinden gibt es in Wiesbaden.
Die Armenische Apostolische Kirche unterhält in der Region Gemeinden in Hanau und Mainz. Die Gottesdienste finden in der reformierten Wallonisch-Niederländischen Kirche (Hanau) und der evangelischen Altmünstergemeinde (Mainz) statt. Das deutsche Bistum der armenischen Kirchen hat seinen Sitz in Köln.

### Sonstige christliche Gemeinden

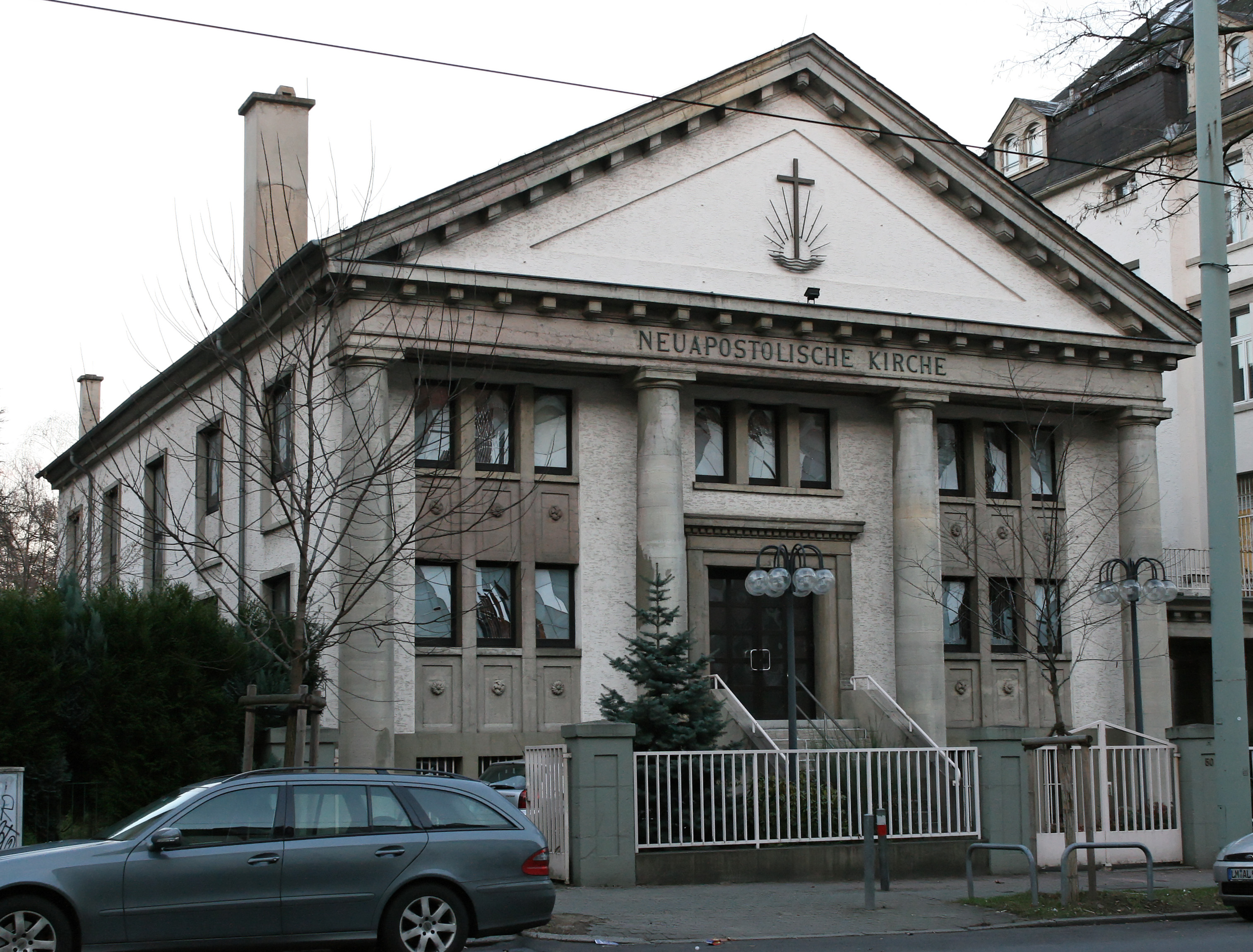
Neuapostolische Kirche in Bockenheim

Im Stadtteil Bockenheim befindet sich das Gemeindezentrum der Altkatholischen Kirche in direkter Nachbarschaft zum Gemeindezentrum der Herrnhuter Brüdergemeine Rhein-Main, einer evangelischen Freikirche.
Ebenfalls in Bockenheim befindet sich die im Jahre 2001 geweihte Sophia-Kirche der seit 1923 bestehenden Frankfurter Gemeinde der Christengemeinschaft.
Die Kirche Jesu Christi der Heiligen der Letzten Tage besitzt ein Gemeindehaus in Frankfurt-Eckenheim. Im nahegelegenen Friedrichsdorf befindet sich der nächste Mormonentempel, welcher offiziell als Frankfurt-Tempel bezeichnet wird.
Die älteste Neuapostolische Gemeinde entstand 1889 in Bornheim. Die heute insgesamt 12 neuapostolischen Gemeinden Frankfurts bilden den Regionalbezirk Frankfurt am Main innerhalb der Neuapostolischen Kirche Hessen/Rheinland-Pfalz/Saarland. Darüber hinaus befindet sich in Frankfurt deren kircheneigener Verlag Friedrich Bischoff. In der neuapostolischen Gemeinde im Nordend finden auch Gottesdienste in englischer Sprache statt.
Des Weiteren bestehen in Frankfurt auch mehrere Versammlungen der Zeugen Jehovas, die ihre gottesdienstlichen Zusammenkünfte in der deutschen und auch in fremden Sprachen abhalten, darunter auch in Arabisch, Chinesisch, Hindi, Tagalog, Tigrinja und Twi.

## Juden

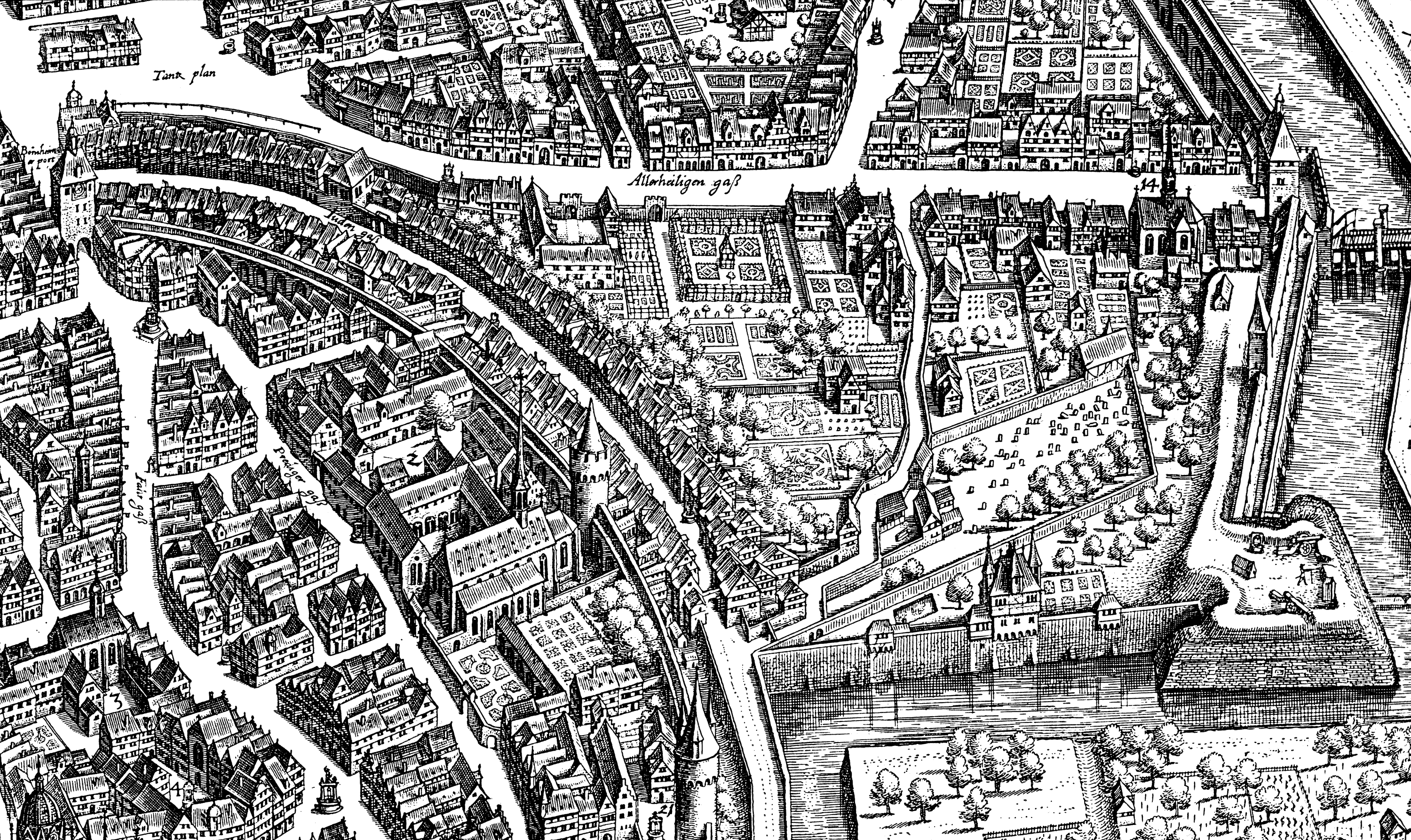
Die Judengasse auf dem Merian-Plan von 1628

Die ehemalige Hauptsynagoge Frankfurts, zerstört 1938

In das Jahr 1150 gehen die ersten Nachweise über eine jüdische Siedlung in Frankfurt am Main zurück, damals noch am Weckmarkt, südlich des Doms. Aber bereits 1241 und 1349 folgten die ersten Verfolgungen, die sogenannten „Judenschlachten“. Seit 1360, mit einer kurzen Unterbrechung während des Fettmilch-Aufstandes (1614–1616), blieb die Israelitische Gemeinde Frankfurt am Main bis zu ihrer Auflösung durch die Nazis fast sechshundert Jahre lang bestehen und wurde seit 1945 wieder neu aufgebaut.
Seit dem 14. Jahrhundert orientierte sich das Leben der Juden in Frankfurt an der sog. Stättigkeit. Diese Verordnung bestimmte das Aufenthaltsrecht, die Abgaben und Einzelheiten über berufliche Tätigkeit und Alltagsverhalten. Seit 1462 wurde die Siedlung der Juden im Osten der Stadt in einem eigens dafür angelegten Ghetto, der Judengasse angeordnet. Diese befand sich entlang der Staufenmauer, die die Altstadt von der 1333 angelegten Neustadt trennte. Ursprünglich für 110 Bewohner geplant, lebten in der 350 m langen und 3 m breiten Gasse zu Anfang des 18. Jahrhunderts bereits etwa 3000 Personen. Der Ghettozwang brachte den Juden zwar einen gewissen Schutz vor Übergriffen des Pöbels, andererseits führte er zu menschenunwürdigen Wohnverhältnissen in der engen Gasse. Während des Fettmilch-Aufstandes plünderte im August 1614 ein aufgebrachter Mob die Judengasse und zwang die Juden zur Flucht in die Nachbarstädte Höchst und Hanau. Nach der Niederschlagung des Aufstandes konnten sie am 28. Februar 1616 zurückkehren. Fortan hing an den Toren der Judengasse ein kaiserlicher Adler mit der Aufschrift „Römisch kaiserlicher Majestät und des heiligen Reiches Schutz“. Trotzdem waren die Juden weiterhin von den Bürgerrechten ausgeschlossen und mussten zahlreiche Diskriminierungen erdulden. Ein Beispiel ist die Judensau, ein um 1475 am Frankfurter Brückenturm angebrachtes antijüdisches Spott- und Schandbild, das erst mit dem Abriss des Turmes 1801 entfernt wurde.
Ende des 18. Jahrhunderts begannen sich einflussreiche Bürger für die Emanzipation der Juden einzusetzen, z. B. der damalige Senior Wilhelm Friedrich Hufnagel und der Historiker und Reformer Anton Kirchner. 1796 wurden bei einer Beschießung der Stadt durch französische Truppen zahlreiche Häuser der Judengasse zerstört. Danach wurde der Ghettozwang teilweise gelockert. 1806 dekretierte Großherzog Carl Theodor von Dalberg die religiöse Neutralität des Staates und die Gleichberechtigung aller Konfessionen. 1811 wurde der Ghettozwang formell aufgehoben. Infolge der Restauration nach 1815 wurde durch die Freie Stadt Frankfurt ein Teil der Reformen wieder rückgängig gemacht. Erst 1864 erhielten die jüdischen Einwohner ihre volle politische und wirtschaftliche Gleichberechtigung.
Die wohlhabenderen Frankfurter Juden verließen das ehemalige Ghetto rasch und zogen zunächst in die östlichen Stadtteile, wie Ostend und Bornheim, später auch ins Nordend und Westend. Die alte Judengasse blieb zunächst ein Wohngebiet für die jüdische Unterschicht. Erst um 1880 wurden die alten Häuser bis auf wenige Ausnahmen, beispielsweise die Synagoge und das Haus zum Grünen Schild, der Stammsitz der Rothschildfamilie, abgebrochen.
Seit Mitte des 19. Jahrhunderts waren die Frankfurter Juden maßgeblich in das kulturelle, wirtschaftliche und politische Leben der Stadt eingebunden. Zahlreiche Stiftungen, wie die Johann Wolfgang Goethe-Universität und Institutionen wie die Metallgesellschaft oder die Frankfurter Zeitung, gehen auf jüdische Mäzene und Begründer zurück. Aber auch innerhalb der Israelitischen Gemeinde gab es ein dichtes Netz an sozialen, wohltätigen und Bildung vermittelnden Institutionen. Mehrere Schulen, das jüdische Krankenhaus, das Kinder- und Waisenheim hatten ihren Sitz im Osten der Stadt, in der Nähe des Zoos. Bedeutende Rabbiner sowie Ludwig Börne, Publizist und großer Verfechter der Emanzipation, waren in Frankfurt zuhause und prägten den liberalen Charakter der Gemeinde. Im 19. Jahrhundert wurde Rödelheim, wo der Verleger und Gelehrte Wolf Heidenheim wirkte, zu einem bedeutenden jüdischen Zentrum. Die 1838 eingeweihte neue Rödelheimer Synagoge blieb hundert Jahre bestehen, bis zur Zerstörung 1938.
Bis zum Jahr 1933 lebten etwa 28.000 Juden in der Stadt. Es war nach Berlin die zweitgrößte jüdische Gemeinde in Deutschland. Religiös betrachtet war die Mehrheit der Frankfurter Juden in dieser Zeit liberal orientiert, mit der Börneplatzsynagoge und der Westend-Synagoge in der Freiherr-vom-Stein-Straße. Daneben gab es die orthodox ausgerichtete Israelitische Religionsgesellschaft, deren Synagoge sich zunächst in der Schützenstraße und ab 1907 an der Friedberger Anlage befand.
Die Machtergreifung der Nationalsozialisten 1933 markierte, wie überall in Deutschland, einen tiefen Einschnitt in dieser Entwicklung. Mehr als 10.000 Juden wurden aus Frankfurt am Main in die Konzentrations- und Vernichtungslager deportiert, andere konnten sich durch Auswanderung retten. Von den vier großen Synagogen blieb nur die Westend-Synagoge in der Freiherr-vom-Stein-Straße von der Pogromnacht im November 1938 verschont. 1994 wurde sie nach den ursprünglichen Bauplänen restauriert.
Im Juli 1945 wurde die jüdische Gemeinde Frankfurt am Main wieder gegründet. Sie setzt sich, anders als vor 1933, nicht mehr aus deutschen Juden zusammen, die hier seit mehreren Jahrhunderten ansässig waren, sondern aus Zuwanderern aus Polen, Rumänien, Ungarn und der Tschechoslowakei, die den Holocaust überlebt hatten. Bis 1989 gab es etwa 4500 Gemeindemitglieder. Seitdem ist diese Zahl durch die Einwanderung der Juden aus der ehemaligen Sowjetunion auf etwa 7200 gestiegen.
Die Jüdische Gemeinde Frankfurt am Main ist gesellschaftlich und kulturell ein fester Bestandteil der Stadt. Dies äußert sich in den seit 1982 regelmäßig stattfindenden Jüdischen Kulturwochen sowie kulturellen Veranstaltungen im Gemeindezentrum, die bei den Bürgern der Stadt sehr beliebt sind. In politischen Auseinandersetzungen der letzten Jahre stand die Jüdische Gemeinde mehrfach im Mittelpunkt des Interesses. So z. B. bei den Auseinandersetzungen über die Aufführung des Theaterstückes „Der Müll, die Stadt und der Tod“ von Rainer Werner Fassbinder, in der Auseinandersetzung um die Ausgrabungen am Börneplatz und nicht zuletzt während der Walser-Bubis-Kontroverse.
Zusammen mit dem Jüdischen Museum, dem Fritz Bauer Institut zur Erforschung der Wirkungsweise des Holocaust und der umfangreichen Judaica-Sammlung in der Universitätsbibliothek Johann Christian Senckenberg bildet die Jüdische Gemeinde Frankfurt am Main einen wichtigen Teil jüdischen Lebens und Kultur in der Stadt. Inzwischen existieren vier Synagogen, die bekannteste ist die Westendsynagoge. Anfang 2004 wurde in Frankfurt die weithin bekannte jüdische Schule Philanthropin als Grundschule wiedereröffnet. Heute ist die Jüdische Gemeinde Frankfurt am Main mit 6.604 Mitgliedern nach Berlin und München die drittgrößte und eine der bedeutendsten in der Bundesrepublik Deutschland.
Ein jüdischer Gebets- und Andachtsraum befindet sich zudem am Flughafen Frankfurt.

## Muslime

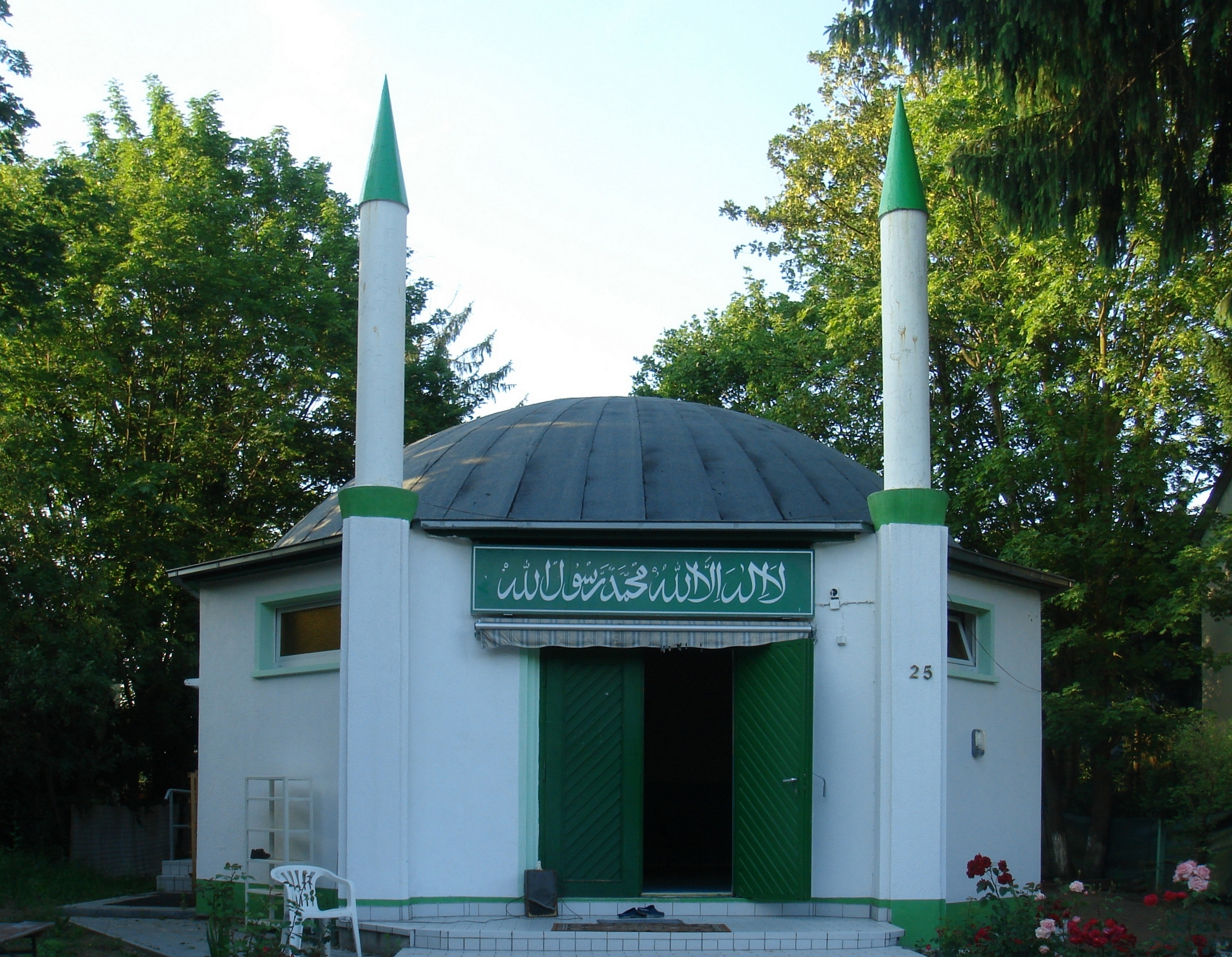
Nuur-Moschee, die erste Moschee in Frankfurt

Insgesamt existieren 35 Moscheen in Frankfurt am Main. Die Nuur-Moschee, der dritte Moscheeneubau Deutschlands, wurde 1959 in Sachsenhausen von der Ahmadiyya Muslim Jamaat erbaut. Seitdem entstanden zahlreiche islamische Gebetsstätten in der Stadt. Alle großen islamischen Konfessionen sind in der Stadt vertreten. Das Alevitische Kulturzentrum hat seinen Sitz im Stadtteil Nied. In Seckbach und Griesheim gibt es schiitische Moscheen. Die meisten Frankfurter Moscheen gehören der sunnitischen Glaubensrichtung an. Da die meisten Frankfurter Muslime Einwanderer sind, organisieren sich die Gemeinden meist nach den Herkunftsländern und halten auch den Gottesdienst in der Heimatsprache ab. Neben den zahlreich vertretenen türkischen Gemeinden (von denen viele dem Dachverband DİTİB angehören) gibt es afghanische, bengalische, iranische, marokkanische, bosnische, pakistanische und somalische Gemeinden. Vor dieser Entwicklung bildete die Nuur-Moschee rund 25 Jahre lang den Mittelpunkt islamischen Lebens in Süddeutschland. Derzeit gibt es auch den I.I.S (Islamische Informations- und Serviceleistungen e. V.) Verein in der Mainzer Landstraße 116, welcher die Predigten in der Moschee nur auf Deutsch abhält.
Die Frankfurter Merkez-Moschee der DİTİB ist die größte von vier Hinterhofmoscheen in der Münchener Straße, während das Islamische Zentrum Frankfurt sich aus der „Islamischen Gemeinschaft in Süddeutschland“ entwickelt hat und heute in der Eichenstraße in Griesheim residiert.
Seit ca. 2013 existiert die Frankfurter Gemeinde des Liberal-Islamischen Bundes, die auch Nicht-Mitgliedern offensteht. Sie ist nicht ethnisch geprägt. Besonderheiten sind unter anderem, dass Gebete auch von Frauen geleitet werden, beim Gebet Geschlechtertrennung nicht vorgeschrieben ist und auch LSBT-Muslime willkommen sind.
Über die Zahl der Muslime in Frankfurt gibt es nur Schätzungen. Letztmals statistisch erhoben wurde sie im Rahmen der Volkszählung in der Bundesrepublik Deutschland 1987: Damals gehörten etwa 38.000 Frankfurter Bürger einer islamischen Religionsgemeinschaft an, darunter etwa 1300 Deutsche und 36.700 ausländische Staatsangehörige. Nach einer 2007 veröffentlichten Schätzung lebten am Jahresende 2006 rund 75.000 Muslime in Frankfurt, von denen mehr als die Hälfte aus der Türkei stammte. Etwa zwei Drittel der Muslime waren ausländische Staatsangehörige, etwa ein Drittel Deutsche mit Migrationshintergrund. Nach einer Berechnung aus den Zahlen des Zensus für die Personen mit Migrationshintergrund betrug der Bevölkerungsanteil der Muslime am 9. Mai 2011 13,0 Prozent (rund 87.000 Personen). Am Flughafen Frankfurt befindet sich ebenfalls eine Moschee.

## Hindus
Indische Hindus, in deren Herkunftsland der Hinduismus zu Hause ist, verfügen in Deutschland im Vergleich zu Hindus aus Sri Lanka kaum über eigene religiöse Gebäude. In Frankfurt am Main befindet sich ein Hindutempel, der neben dem Sri-Kamadchi-Ampal-Tempel in Hamm einer der wenigen Hindutempel in Deutschland ist. Für religiöse Feste werden hauptsächlich staatliche Einrichtungen genutzt. 1960 wurde die hinduistische SRF Glaubensgemeinschaft von Yogananda in Frankfurt offiziell gegründet. Und 1987 begann die Sri Chinmoy Gruppe mit ihren treffen.

## Buddhisten
1955 wurde der buddhistische Dachverband Deutschlands, die Deutsche Buddhistische Union (DBU) in Frankfurt gegründet.
In Frankfurt-Sachsenhausen befindet sich das Shambhala-Meditationszentrum, in dem sich verschiedene buddhistische Gruppen wie Rigpa, Theravada-Gruppen und Praktizierende aller anderen buddhistischen Traditionen treffen. Seit 2005 befindet sich in Bockenheim das Tibethaus Deutschland, das unter der Schirmherrschaft des 14. Dalai Lama steht; über den tibetischen Buddhismus hinaus wird die gesamte tibetische Kultur und Medizin in Form von Vorträgen, Seminaren und gemeinsamen Festen vermittelt.
Durch Einwanderung aus Asien entstanden in Frankfurt koreanische, thailändische und vietnamesische Gemeinden mit eigenen Gebetsstätten. Um das Jahr 2000 gründeten vietnamesische und chinesische Buddhisten jeweils die vietnamesische Pagode Phat Hue und die chinesische Pagode Fo Guang Shan. Seit 2003 besteht in Höchst das thai-buddhistische Kloster Wat Bodhi-Dhamm.
Seit 2006 organisieren viele buddhistische Vereine und Zentren aus dem Großraum Frankfurt im Sommer ein gemeinsames Fest im Ostpark. Die Deutsche Buddhistische Union, das Tibethaus Deutschland und die Pagode Phat Hue organisierten zusammen die öffentlichen Vorträge des Dalai Lama, die 2009 stattfanden.

## Zarathustrier
Unweit der Mainzer Landstraße befindet sich der Garten der 2004 gegründeten Zarathustrischen Gemeinde zu Frankfurt am Main, dort werden religiöse Feste wie z. B. die Gahanbahars begangen. Der Garten wird auch von der Zarathustrischen Gemeinde zu Wiesbaden und allen Zarathustriern der Umgebung genutzt. Im Raum Frankfurt leben nach Angaben der Gemeinde rund 150 überwiegend aus dem Iran stammende zarathustrische Familien.

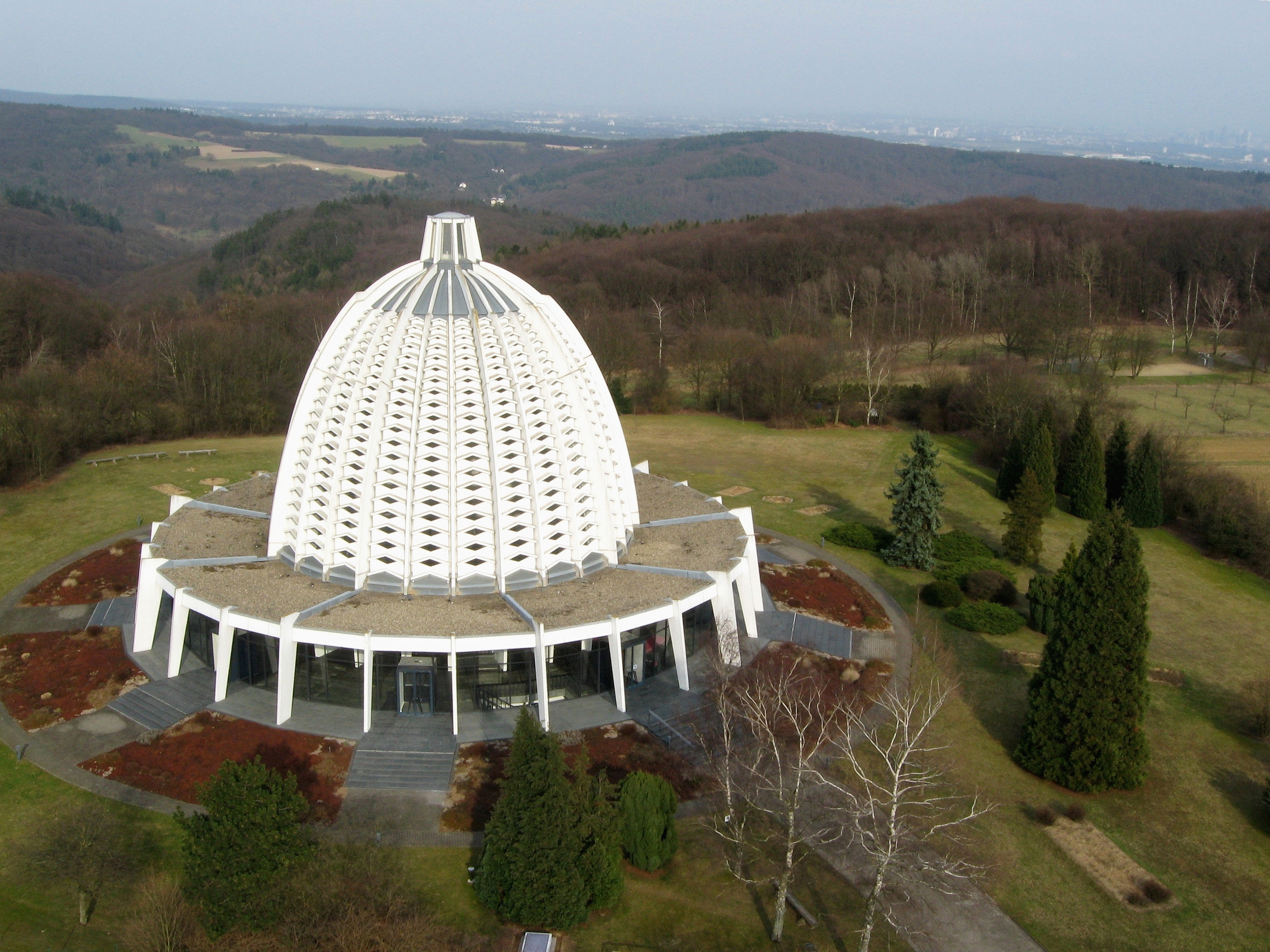
Bahai in Hofheim-Langenhain

## Sonstige
- Im Stadtteil Unterliederbach gibt es ein Kulturzentrum indischer Sikhs.
- Die Glaubensgemeinschaft der Bahá'í ist Gründungsmitglied im Frankfurter Rat der Religionen. Seit den 1920er Jahren leben Bahá'í in Frankfurt und sind als Gemeinde organisiert. Im benachbarten Hofheim-Langenhain steht seit 1964 das einzige Bahá'í-Haus der Andacht in Europa.

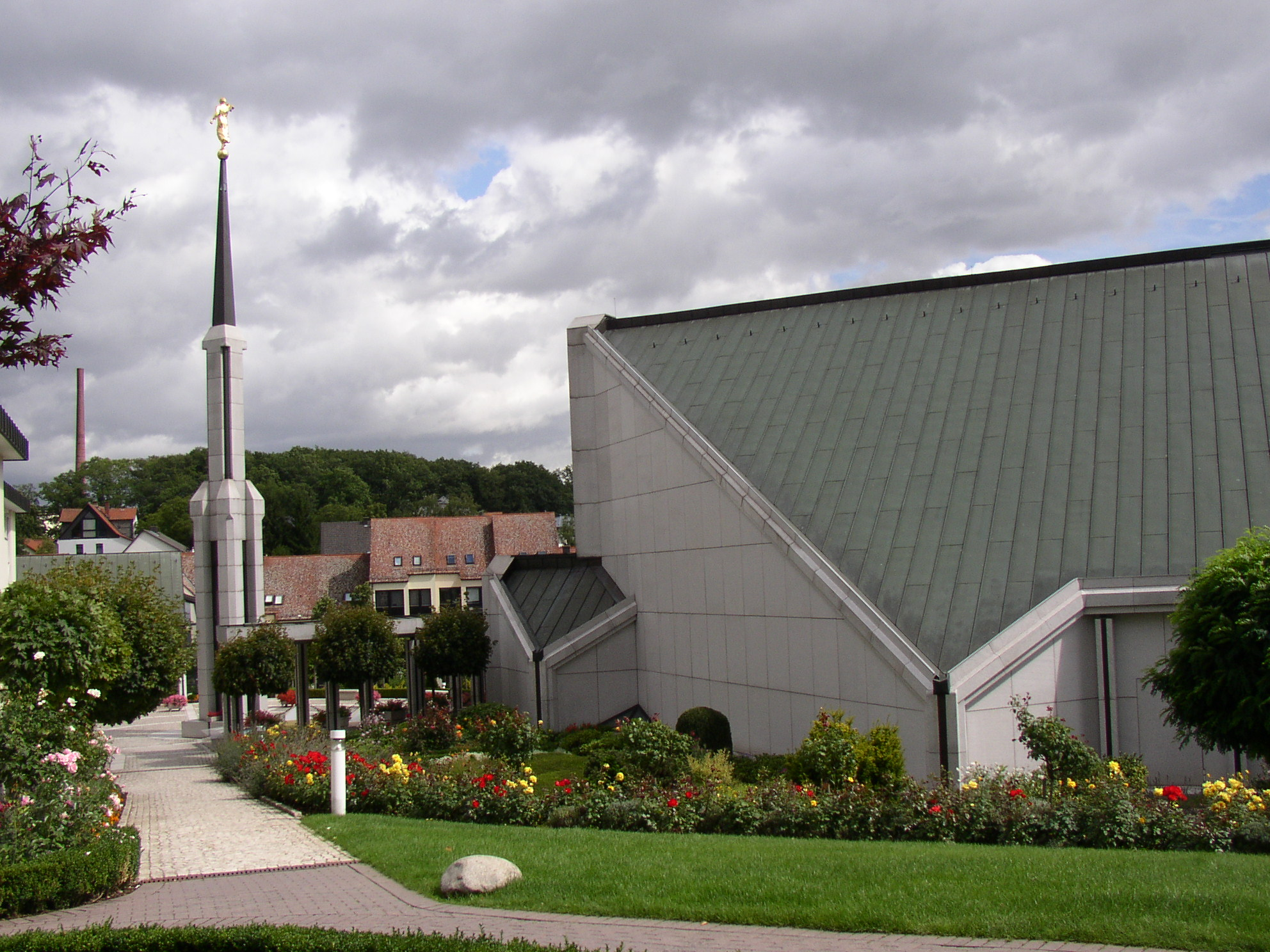
Der Frankfurt-Tempel der Mormonen in Friedrichsdorf/Taunus

- Die Kirche Jesu Christi der Heiligen der Letzten Tage (Mormonen) hat ihren Hauptsitz für das Gebiet Europa Mitte in Frankfurt am Main und zwei Gemeinden in Höchst und Eckenheim. Der Frankfurt-Tempel in Friedrichsdorf war 1981 der erste mormonische Tempel in der damaligen Bundesrepublik.